# Syndicat national de la presse marocaine
Le Syndicat national de la presse marocaine (SNPM) est un syndicat marocain créé en janvier 1963 et dont l'objet est de représenter les intérêts de la presse marocaine.

## Historique
Le Syndicat national de la presse marocaine est fondé à la fin de janvier 1963, avec pour secrétaire général le directeur du journal arabophone du parti de l'Istiqlal (nationaliste) Al Alam ; il rassemble des journaux de toutes tendances politiques.
Le SNPM milite avec constance pour la fermeture de la presse étrangère, en particulier des journaux français du groupe Mas La Vigie marocaine et Le Petit Marocain, auparavant fermement opposés à l'indépendance et hostiles au roi Mohammed V, qui font l'objet de l'hostilité de la presse marocaine, en particulier du journal La Nation africaine. Le SNPM ouvre ainsi un front judiciaire contre la presse française de 1963 à 1965,,,.
Pendant l'État d'exception proclamé par le roi du Maroc Hassan II de juin 1965 à 1970, le SNPM est mis en sommeil ; il est de nouveau actif à l'initiative de Driss Basri, alors ministre de l'Intérieur et de l'Information.
Au début du XXIe siècle, le SNPM œuvre en défenseur de la liberté de la presse, bien qu'il soit présenté comme « souvent moins critique » que l'ONG Reporters sans frontières par l'auteur d'un article paru dans la revue française L'Année du Maghreb de l'Institut de recherches et d’études sur le monde arabe et musulman.

## Présidence
Le président du SNPM est depuis 2014 Abdellah El Bakkali, le directeur d'Al Alam,.